# Live on the Riviera
Live on the Riviera è un album free jazz del musicista statunitense Albert Ayler pubblicato nel 2005 dall'etichetta discografica Esp-disk'. È conosciuto anche come Albert Ayler Quintet Live 1970 pubblicato dall'etichetta discografica italiana Blue Jazz.

## Il disco
Il disco proviene da un concerto effettuato da Albert Ayler ed il suo gruppo il 25 Luglio 1970 in Francia, il penultimo concerto dell'artista in Europa. Due giorni dopo, la registrazione di un altro concerto nello stesso luogo verrà pubblicata postuma l'anno successivo con il nome di Nuits de la Fondation Maeght.
Una prima versione di questo album è stata pubblicata in Italia dall'etichetta Blue Jazz con il codice BJ023 CD ed il titolo Albert Ayler Quintet Live 1970. Nonostante sia da molti considerato un bootleg perché mai distribuito nei negozi, questo CD in realtà è stato allegato ad una rivista specializzata e sono stati pagati i diritti alla SIAE, come risulta dal timbro apposto sul retro. Il titolo è fuorviante, perché nel concerto del 25 luglio, così come riportato sul retro del CD e contrariamente al concerto di due giorni dopo, non compare il pianista, quindi in realtà si tratta di un quartetto.
I nastri della registrazione originale erano andati perduti, ma la radio francese aveva trasmesso e registrato il concerto, così è stato possibile recuperarlo e pubblicare il disco.
Nel 2005 l'album è stato pubblicato dalla ESP con il nome di Live on the Riviera e rispetto alla release italiana cambiano i titoli di alcuni brani. Tuttavia nemmeno questa track list è assolutamente certa. La difficoltà dell'identificazione dei brani deriva in parte dalla natura della musica di Ayler, massima espressione del free jazz, nonché all'improvvisazione e alla fusione di brani che può accadere durante i concerti jazz in generale.
Il bassista del gruppo Steve Tintweiss, ascoltando l'album nella versione italiana, ha dichiarato che “nonostante il titolo sbagliato e l'errore nel nome di alcuni brani, è sorpreso dall'eccellente qualità della registrazione. Ascoltare questa musica 32 anni dopo è una forte esperienza per me. Vi si ritrova un Albert Ayler al massimo della sua forza creativa”.

## Tracce
1. Music Is the Healing Force of the Universe - (Mary Maria Parks)  - 7:47
2. Birth of Mirth - (Mary Maria Parks)  - 10:38
3. Masonic Inborn - (Mary Maria Parks)  -  7:18
4. Oh! Love of Life - (Mary Maria Parks)  - 9:31
5. Island Harvest - (Mary Maria Parks)  - 5:01
6. Heart Love - (Mary Maria Parks)  - 5:24
7. Ghosts - (Albert Ayler)  - 10:53

Nella versione Albert Ayler Quintet Live 1970 la track list è indicata come segue:
1. Music Is the Healing Force of the Universe - (Mary Maria Parks)  - 7:47
2. Birth of Mirth - (Mary Maria Parks)  - 10:38
3. Oh! Love of Life - (Mary Maria Parks)  -  7:15
4. T.C.A. - (Albert Ayler)  - 9:24
5. Heart Love - (Mary Maria Parks)  - 4:57
6. A Little Prayer - (Albert Ayler)  - 5:15
7. Holy Ghost - (Albert Ayler)  - 10:34

## Formazione
- Albert Ayler – sassofono tenore, sassofono soprano, musette, voce
- Mary Maria Parks – voce
- Steve Tinteweiss – contrabbasso
- Allen Blairman – batteria